# Ligne Kintetsu Yamada
La ligne Kintetsu Yamada (近鉄山田線, Kintetsu Yamada-sen) est une ligne ferroviaire du réseau Kintetsu située dans la préfecture de Mie au Japon. Elle relie la gare d'Ise-Nakagawa à Matsusaka à celle d'Ujiyamada à Ise. La ligne permet d’accéder à la région touristique d'Ise-Shima.

## Histoire
La ligne a été construite à partir de la fin des années 1920 pour permettre aux pèlerins et voyageurs d’accéder plus facilement au sanctuaire d'Ise. Le premier tronçon ouvre le 27 mars 1930 entre Matsusaka et Gekū-mae (aujourd'hui Miyamachi). La même année, la ligne est prolongée à Sankyū-Nakagawa (aujourd'hui Ise-Nakagawa) puis à Yamada (aujourd'hui Iseshi). Le 17 mars 1931 la ligne atteint Ujiyamada.

## Caractéristiques

### Ligne
- Ecartement : 1 435 mm
- Alimentation : 1 500 V par caténaire

### Interconnexion
À Ise-Nakagawa, la plupart des trains continuent vers la ligne Kintetsu Osaka ou la ligne Kintetsu Nagoya. À Ujiyamada, la plupart des trains continuent vers la ligne Kintetsu Toba.

### Liste des gares

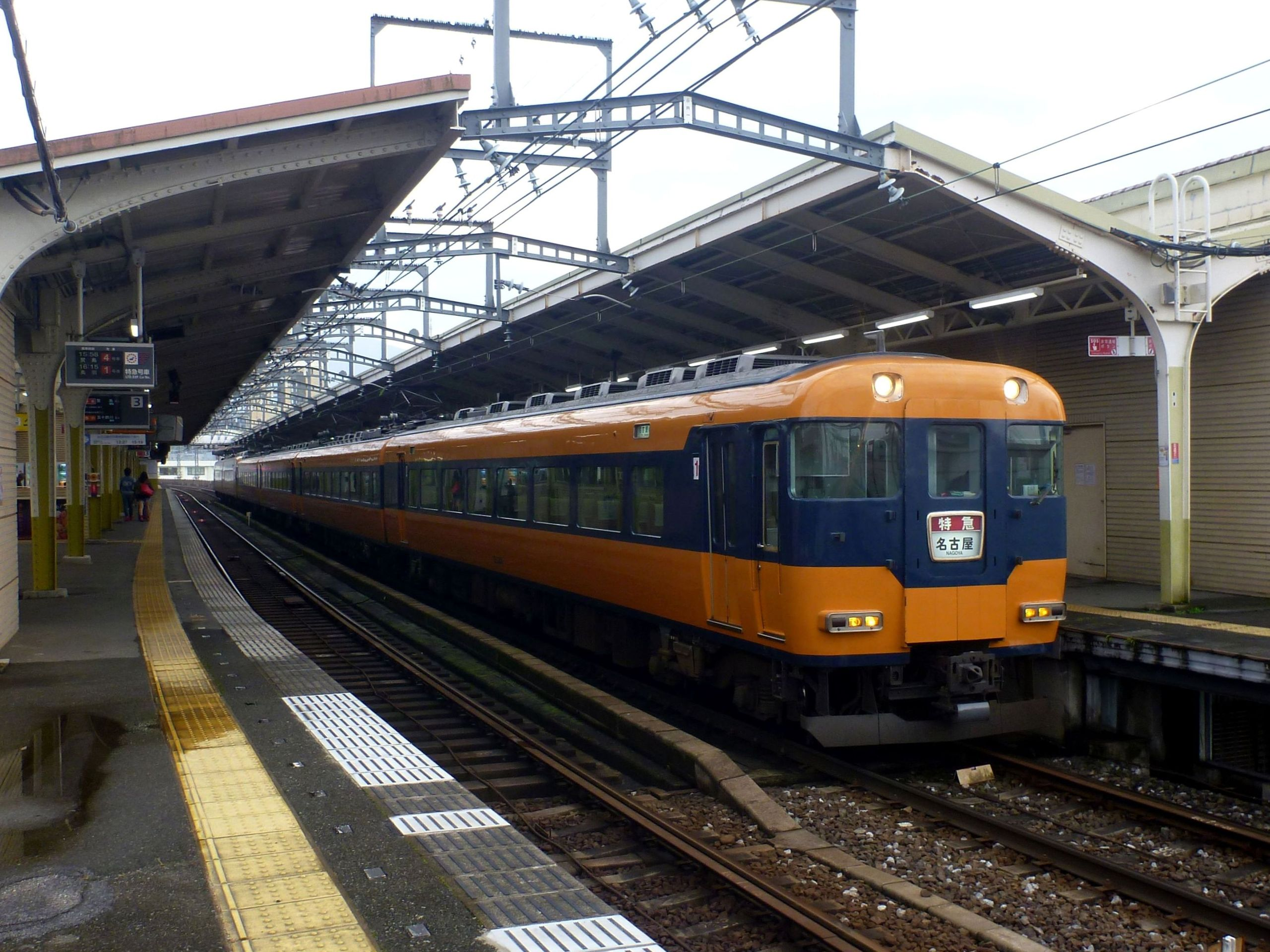
La ligne à Ujiyamada

La ligne comporte 14 gares numérotées de M61 à M74.
| Numéro | Gare              | Nom japonais | Distance depuis Ise-Nakagawa (km) | Correspondances                                            | Localisation | Localisation      |
| ------ | ----------------- | ------------ | --------------------------------- | ---------------------------------------------------------- | ------------ | ----------------- |
| M61    | Ise-Nakagawa      | 伊勢中川     | 0                                 | Kintetsu : Osaka (interconnexion), Nagoya (interconnexion) | Matsusaka    | Préfecture de Mie |
| M62    | Ise-Nakahara      | 伊勢中原     | 3,0                               |                                                            | Matsusaka    | Préfecture de Mie |
| M63    | Matsugasaki       | 松ヶ崎       | 5,7                               |                                                            | Matsusaka    | Préfecture de Mie |
| M64    | Matsusaka         | 松阪         | 8,4                               | JR Central : Kisei, Meishō                                 | Matsusaka    | Préfecture de Mie |
| M65    | Higashi-Matsusaka | 東松阪       | 10,0                              |                                                            | Matsusaka    | Préfecture de Mie |
| M66    | Kushida           | 櫛田         | 13,9                              |                                                            | Matsusaka    | Préfecture de Mie |
| M67    | Koishiro          | 漕代         | 15,8                              |                                                            | Matsusaka    | Préfecture de Mie |
| M68    | Saikū             | 斎宮         | 17,1                              |                                                            | Meiwa        | Préfecture de Mie |
| M69    | Myōjō             | 明星         | 19,8                              |                                                            | Meiwa        | Préfecture de Mie |
| M70    | Akeno             | 明野         | 22,4                              |                                                            | Ise          | Préfecture de Mie |
| M71    | Obata (ja)        | 小俣         | 24,2                              |                                                            | Ise          | Préfecture de Mie |
| M72    | Miyamachi         | 宮町         | 26,3                              |                                                            | Ise          | Préfecture de Mie |
| M73    | Iseshi            | 伊勢市       | 27,7                              | JR Central : Sangū                                         | Ise          | Préfecture de Mie |
| M74    | Ujiyamada         | 宇治山田     | 28,3                              | Kintetsu : Toba (interconnexion)                           | Ise          | Préfecture de Mie |